# Соединённое королевство (фильм)
«Соединённое королевство» (англ. A United Kingdom) — британский биографический фильм 2016 года режиссёра Аммы Асанте. Картина основана на реальных событиях и повествует о романе принца Бечуаналенда Серетсы Кхама и Рут Уильямс. Главные роли исполнили Дэвид Ойелоуо и Розамунд Пайк.
Премьера состоялась в сентябре 2016 года на Кинофестивале в Торонто.

## Сюжет
Принц Бечуаналенда (ныне Ботсвана) Серетсе Кхама в 1948 году, обучаясь в Лондоне, влюбляется в Рут Уильямс. Однако их отношения не одобряют не только их семьи, но и британское и южно-африканское правительства.

## В ролях
- Дэвид Ойелоуо — Серетсе Кхама
- Розамунд Пайк — Рут Уильямс Кхама
- Терри Фето — Наледи Кхама
- Том Фелтон — Руфус Ланкастер
- Джек Дэвенпорт — Алистар Кэннинг
- Шарлотта Хоуп — Оливия Ланкастер
- Лора Кармайкл — Мюриэль Уильямс-Сандерсон
- Джек Лауден — Тони Бенн
- Николас Линдхерст — Джордж Уильямс
- Джессика Ойелоуо — Лилли Кэннинг

## Критика
Фильм получил положительные оценки кинокритиков. На сайте Rotten Tomatoes фильм имеет рейтинг 83 % на основе 131 рецензии критиков со средней оценкой 6,8 из 10. На сайте Metacritic фильм получил оценку 65 из 100 на основе 41 рецензии, что соответствует статусу «в основном положительные отзывы».